# Kassation (Militär)

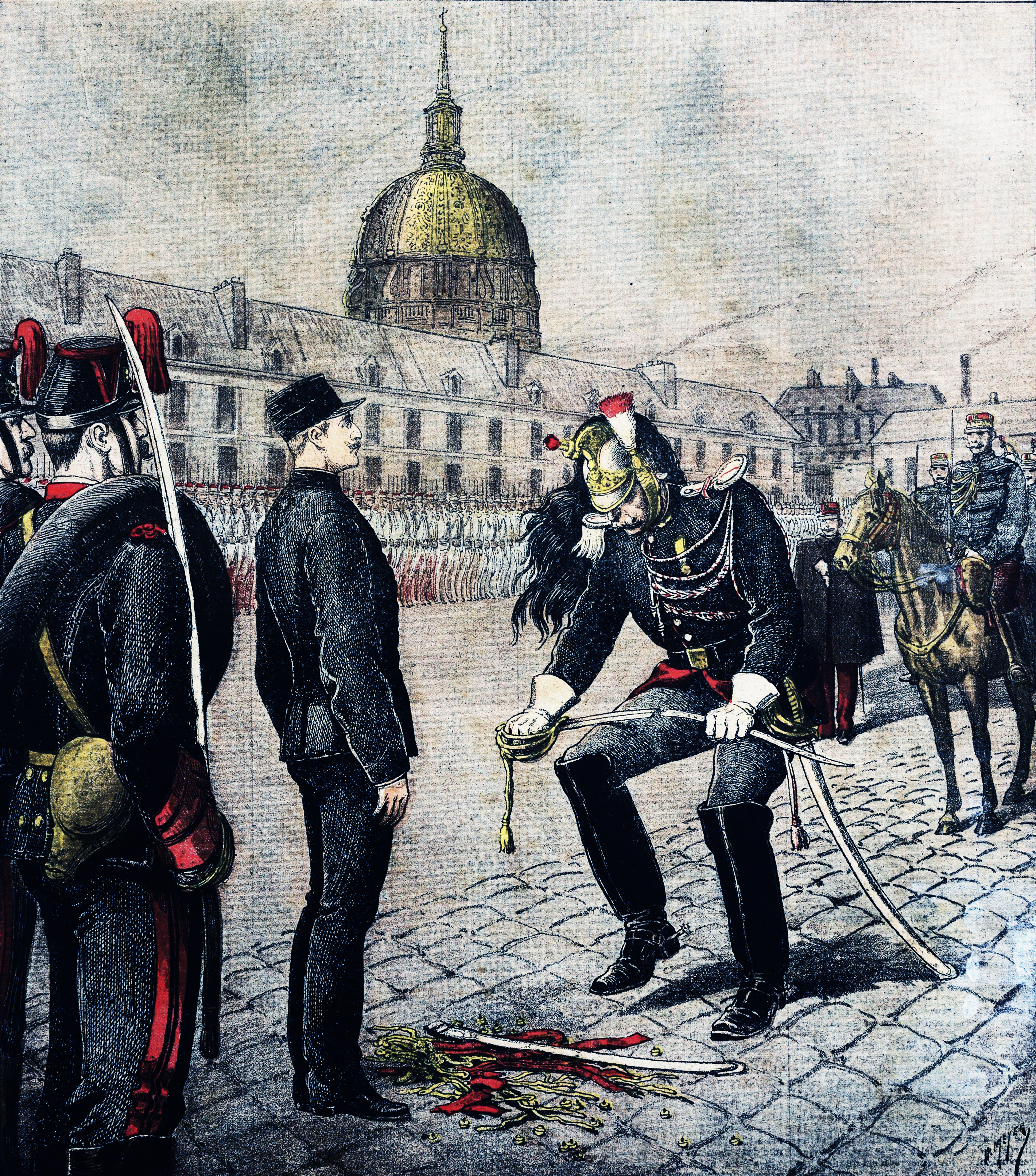
Zerbrechen des Degens von Alfred Dreyfus

Die Kassation (oder das Kassieren; von lateinisch cassare ‚aufheben‘, ‚annullieren‘ bzw. von französisch casser ‚kaputt machen‘; deutsch früher auch Dienstentsetzung) ist die schimpfliche Verabschiedung eines Offiziers. Die Bezeichnung rührt von dem in den Heeren des 18. Jahrhunderts bestehenden Gebrauch her, dass durch den Profoss der Offiziersdegen des Verurteilten zerbrochen und dem letzteren vor die Füße geworfen wurde. Diese Benennung war noch Ende des 19. Jahrhunderts in der österreichischen Armee gebräuchlich. In der deutschen Armee war da bereits  an deren Stelle die Entfernung aus dem Heer respektive dem Offiziersstand getreten.

## Bekannte Kassierte
- Friedrich August von Finck (1718–1766) wegen Kapitulation
- Karl Christian Reinhold von Lindener (1742–1828) wegen Kapitulation
- Alfred Dreyfus (1859–1935) wegen Verrats
- Adolf Hofrichter (1880–1945) wegen Meuchelmords